# Nephrolepis lindsayae
Nephrolepis lindsayae är en spjutbräkenväxtart som beskrevs av Christ. Nephrolepis lindsayae ingår i släktet Nephrolepis och familjen Nephrolepidaceae. Inga underarter finns listade.